# 倫氏異齒䲁
倫氏異齒䲁（學名：Ecsenius randalli），又稱倫氏無鬚䲁，為輻鰭魚綱鳚形目䲁科異齒䲁屬的一種，被IUCN列為易危保育類動物，種名是為了紀念檀香山主教博物館的美國魚類學家約翰·E·蘭德爾（John E. Randall），分布於中西太平洋印尼海域，深度4至12公尺，本魚體延長，稍側扁，似圓柱狀；頭鈍短。前鼻孔具一鼻鬚；無眼上鬚及頸鬚，後犬齒，兩側各一個，側線無垂直孔對，體淺棕色，有黃邊深棕色條紋，連接眼睛並從眼睛後緣延伸到鰓蓋上緣，胸鰭正上方有一個大的深棕色斑點，身體側面有大約9個深棕色條紋或垂直排列的一對斑點，腹部呈藍色，背鰭硬棘12枚、背鰭軟條13枚、臀鰭硬棘2枚、臀鰭軟條15枚，體長可達5公分，棲息在珊瑚礁區，雌魚產附著性卵，雄魚有護卵行為，幼魚為浮游性，生活習性不明。